# Lijst van heersers van het Mogolrijk

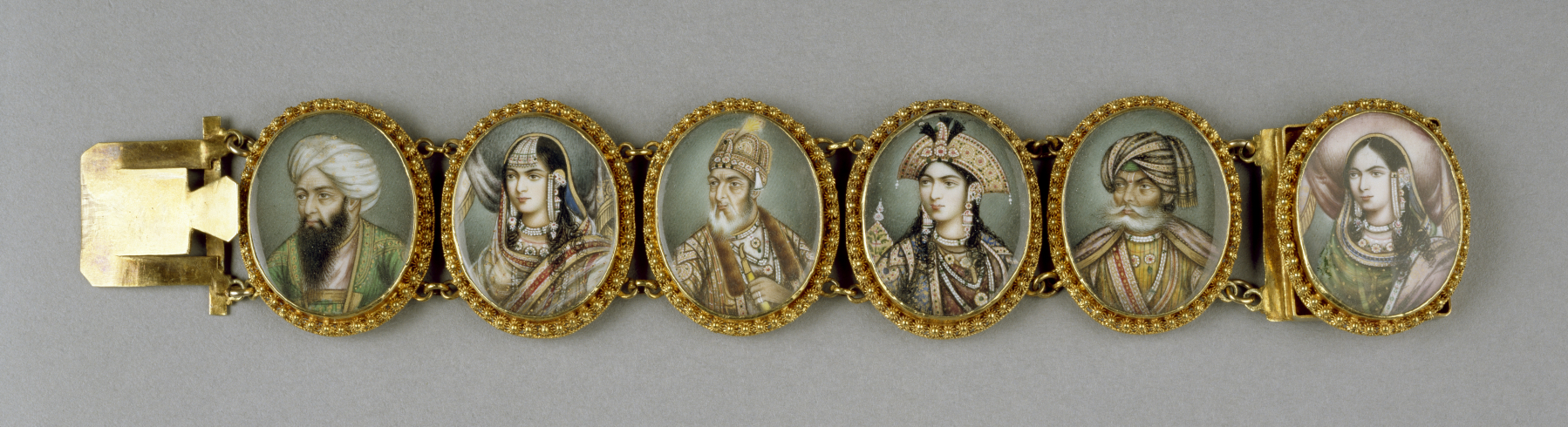
Armband met portretten van Mogul heersers met hun echtgenotes, India, 19e eeuw

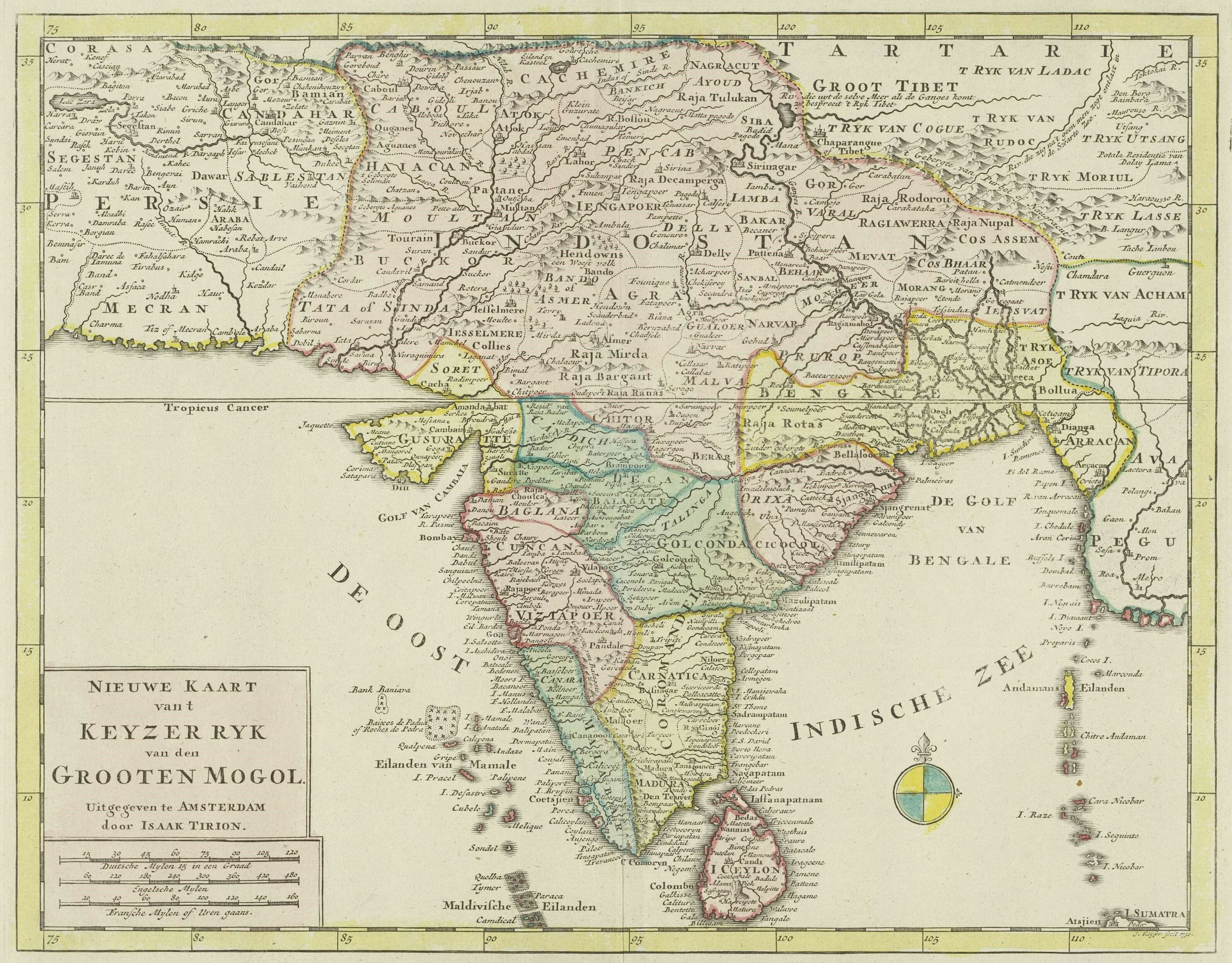
't Keyzerryk van den Grooten Mogol, kaart omstreeks 1730-1714

Dit is een lijst van heersers van het Mogolrijk. Het Mogolrijk (Perzisch: حکومت مغلیاں, Engels: Mughal Empire) was een Vroegmodern rijk in India onder een Turks-Mongoolse dynastie. De Mogols kwamen van oorsprong uit Centraal-Azië en stamden af van de Turks-Mongoolse heerser Timoer Lenk. Daarom worden ze tot de Timoeriden gerekend. De Mogols veroverden het noorden van India ("Hindoestan") in 1526 onder Zahiruddin Babur, die als stichter van dynastie en rijk geldt. De heersers van het rijk werden door Europeanen grootmogol genoemd. Bij de opkomst van het Britse koloniale rijk bleven de Mogols in naam soeverein van India, maar werden ze geleidelijk Britse vazallen. Aan de dynastie kwam een einde toen de laatste restanten van het rijk na het neerslaan van de Indiase opstand van 1857 door de Britse kroon geannexeerd werden. 

## Lijst van Mogolkeizers
- Zahiruddin Muhammad Babur, 1526-1530
- Nasiruddin Humayun, 1530-1540
- Jalaluddin Akbar, Akbar de Grote, 1556-1605
- Nuruddin Salim Jahangir, 1605-1627
- Ghiyasuddin Shah Jahan, 1627-1658
- Aurangzeb Alamgir I, 1658-1707
- Bahadur Shah I (Shah Alam I), 1707-1712
- Jahandar Shah, 1712-1713
- Furrukhsiyar, 1713-1719
- Rafi Ul-Darjat Shah Jahan II, 1719
- Rafi Ud-Daulat, 1719
- Nikusiyar, 1719
- Mohammed Ibrahim, 1720
- Mohammed Shah, 1719-1720 en 1720-1748
- Ahmad Shah Bahadur, 1748-1754
- Alamgir II, 1754-1759
- Shah Alam II, 1759-1806
- Akbar Shah II, 1806-1837
- Bahadur Shah II of Bahadur Shah Zafar, 1837-1857

Babur · Humayun · Akbar · Jahangir · Shah Jahan · Aurangzeb 
Bahadur Shah I · Jahandar Shah · Farrukhsiyar · Rafi Ul-Darjat · Shah Jahan II · Muhammad Shah · Ahmad Shah Bahadur · Alamgir II · Shah Alam II · Akbar Shah II · Bahadur Shah II